# In a Heartbeat (film)
In a Heartbeat è un cortometraggio animato scritto e diretto da Esteban Bravo e Beth David.
Il cortometraggio si concentra su un ragazzo velato innamorato di un altro ragazzo, al punto che il suo stesso cuore desidera stare con lui.

## Trama
Sherwin, un ragazzo timido dai capelli rossi, giunge a scuola ed aspetta l'arrivo della sua cotta segreta, Jonathan. Nascosto su un albero, lo guarda camminare mentre legge un libro e gioca con una mela. All'improvviso però il cuore di Sherwin inizia a battere velocemente e prende volontà propria, lasciando il proprio corpo ed inseguendo Jonathan. Sherwin cerca di agguantare e nascondere il proprio cuore, finendo in alcuni incontri imbarazzanti. Infine Sherwin insegue il cuore all'interno della scuola e lo afferra; questi a sua volta afferra un dito dell'altro ragazzo. La situazione diventa scomoda per via degli sguardi confusi degli altri studenti, così il cuore si spezza in due e Sherwin corre via con una metà. Fuori dalla scuola, Sherwin piange fino a quando Jonathan non lo raggiunge e gli si siede accanto: i due si stringono le mani mentre riuniscono le due metà del cuore, che a quel punto ritorna gioiosamente in vita. La scena si dissolve mostrando come i cuori dei due ragazzi prima si illuminino, e poi si uniscano per formarne uno solo.

## Produzione
Il progetto è stato finanziato tramite Kickstarter, raccogliendo $14.191 da 416 sostenitori con un obiettivo originario di 3000.
La produzione del corto è iniziata nel gennaio 2016, quando Esteban Bravo e Beth David avevano iniziato a lavorare alla loro tesi di laurea per la Ringling College of Art and Design. Inizialmente il progetto coinvolgeva un ragazzo ed una ragazza, ma all'ultimo minuto decisero di optare per una coppia dello stesso sesso per far sì che la storia risultasse "più personale". I due aprirono una pagina Kickstarter nel novembre 2016 per completare il film e raccolsero molto più della cifra richiesta. Un trailer è stato lanciato il 17 marzo 2017, e il cortometraggio uscì il 31 luglio 2017.

## Colonna sonora
La colonna sonora è stata composta dal musicista spagnolo Arturo Cardelús.

## Accoglienza
Il corto ha riscosso un notevole successo su YouTube, con circa 42 milioni di visualizzazioni. Sono stati postati video reaction dalla Fine Brothers Entertainment, Ellen DeGeneres e Connor Franta. In seguito è arrivato nono nella lista dei video più visti su YouTube nel 2017.

## Riconoscimenti
Il corto è rientrato nella decina posizione di cortometraggi qualificati per la candidatura all'Oscar 2018 al miglior cortometraggio d'animazione, ma non è rientrato nella cinquina delle opere in gara.
Il cortometraggio è stato anche incluso nell'evento di proiezione mondiale nel 2017 de The animation Showcase, che ha tenuto la sua premiere il 25 luglio 2017 a Londra, nella Soho House.
- 2018 - GLAAD Media Awards
  - Riconoscimento speciale[8]
- 2017 - Animation Shorts Film Festival
  - Candidatura al premio della giuria
- 2017 - HollyShorts Film Festival
  - Best LGBT
- 2017 - North Carolina Gay & Lesbian Film Festival
  - Premio della giuria